# Спенсър Трейси
Спенсър Бонавентчър Трейси (на английски: Spencer Bonaventure Tracy) е американски театрален и филмов актьор, известен със своята естественност. Той играе в 75 филма в периода от 1930 до 1967 г. и е една от главните звезди на Златния век на Холивуд. Номиниран е за Оскар девет пъти и печели два Оскара за най-добра мъжка роля: за „Храбрите капитани“ (1937) г. и за „Градът на момчетата“ (1938) г., споделяйки този рекорд с Лорънс Оливие. През 1999 година Американският филмов институт включва Трейси под номер 9 в класацията на най-големите мъжки звезди на класическото холивудско кино.
Трейси за първи път открива таланта си за актьорско майсторство, докато посещава колежа Рипон и по-късно получава стипендия за Американската академия за драматични изкуства. Той прекарва седем години в театъра, работи в поредица от акционерни дружества и периодично се появява на Бродуей. Пробивът му идва през 1930 г., когато представянето му в „Последната миля“ привлича вниманието на Холивуд. След успешен филмов дебют в „По реката“ на Джон Форд с участието на Хъмфри Богарт, той подписва договор с Fox Film Corporation. През неговите пет години с Фокс, Спенсър Трейси остава до голяма степен непознат за публиката след 25 филма, почти всички с участието му във водеща роля. Нито един от тях не става хит.
През 1935 г. Трейси се присъединява към Metro-Goldwyn-Mayer, най-престижното студио в Холивуд. Неговата кариера процъфтява с поредица от успешни филми, а през 1937 и 1938 година печели два поредни Оскара. Той прави три хит филма, партнирайки на Кларк Гейбъл, главният водещ актьор на студиото. През 1940 г. Трейси е една от най-големите звезди на студиото. През 1942 г. той се появява с Катрин Хепбърн в „Жена на годината“, като започва още едно популярно партньорство, което произвежда девет филма в продължение на 25 години. Трейси напуска MGM през 1955 г. и продължава да работи редовно като звезда на свободна практика, въпреки нарастващата умора, когато остарява. Личният му живот е борба срещу тежкия алкохолизъм и вината за глухотата на сина му. Трейси е отчужден от жена си през 30-те години на миналия век, но никога не се развежда. Той има дългогодишна любовна афера с Катрин Хепбърн. Към края на живота си работи почти изключително за режисьора Стенли Крамър. Неговият последен филм е „Познай кой ще дойде на вечеря“ през 1967 г., завършен само 17 дни преди смъртта му.
През 1999 г. Американският филмов институт включва Трейси под номер 9 в класацията на най-големите мъжки звезди на класическото Холивудско кино.

## Биография

### Ранен живот
Трейси е роден на 5 април 1900 г. в Милуоки, Уисконсин. Той е вторият син на Каролин Браун (1874–1942) и Джон Едуард Трейси (1873–1928), продавач на камиони. Майка му е пресвитерианка от богато семейство от Средния Запад, а баща му е от ирландски католически произход. Неговият брат Карол е четири години по-голям.
Спенсър е трудно и хиперактивно дете с ниска посещаемост на училище. Възпитан като католик, на девет години той е поставен под грижите на доминикански монахини с надеждата да променят поведението му. По-късно в живота си той отбеляза: „Никога не бих се върнал в училище, ако имаше някакъв друг начин да се науча да чета субтитрите на филмите.“ Той е завладян от киното и филмите и пресъздава образи на сцени на приятели и съседи. Посещава няколко йезуитски академии в юношеските си години, които той твърди, премахват „лошото“ от характера му и помогат да подобри оценките си. В гимназията той и приятелят му за цял живот, актьорът Пат О'Брайън, започват да участват заедно в пиеси, събуждайки интереса на Трейси към театъра.
Трейси и О'Брайън се включват във Военноморските сили на Съединените щати, когато Трейси навършва 18 години. Те са на тренировка в Северно Чикаго, когато Първата световна война приключва. Трейси достига ранга на моряк втори клас, но никога не излиза на море и е освободен през февруари 1919 г. Желанието на Джон Трейси да види поне един от синовете си да получи диплома кара Спенсър Трейси да се завърне в гимназията, за да завърши образованието си. Обучението в още две институции, плюс допълнителната помощ за „военни кредити“, му печелят място в колежа Рипон. През февруари 1921 г. той влиза в Рипон, обявявайки намерението си да завърши медицина.
Става популярен студент в Рипон, където е президент и участва в редица дейности на колежа. Той дебютира на сцената през юни 1921 г., като играе мъжката водеща роля в „Истината“. Трейси е много добре приет в тази роля и бързо развива страст към сцената. Той сформира актьорска компания с приятели, които нарича „The Campus Players“ с които отива на турне. Като член на екипа за дебати в колежа, Трейси се отличава с аргументирани публични изказвания. Именно по време на турнето със своя екип за дебати, Трейси се явява на прослушване в Американската академия за драматични изкуства в Ню Йорк. Предложена му е стипендия, за да посещава училището.
Трейси напуска Рипон и започна да учи в Академията през април 1922 г. Пат О'Брайън също се записва там и двамата споделят малък апартамент. Парите са малко и двамата често се хранят с ястия от ориз и гевреци и имат един приличен костюм за двамата. Спенсър дебютира в Ню Йорк през октомври 1922 г. в пиесата „Сватбените гости“, а след това дебютира на Бродуей три месеца по-късно, като играе безмълвен робот. През 1923 г. завършва Американската академия по драматични изкуства.

### Бродуей
Веднага след дипломирането си, Трейси се присъединява към ново акционерно дружество със седалище в Уайт Плейнс, Ню Йорк, където му дават периферни роли. Недоволен, той се премества в компания в Синсинати, но не успява да направи впечатление. През ноември 1923 г. получава малка роля на Бродуей в комедията „Царско фанданго“ с участието на Етъл Баримор. Отзивите за шоуто са лоши и то приключва след 25 представления. По-късно Трейси казва за провала: „Моето его претърпя голямо поражение.“ През януари 1924 г. той играе първата си главна роля с компания във Винипег, но организацията скоро се закрива.
От 1923 г. до смъртта си е женен за Луис Тредуел, от която има две деца – син, Джон Трейси (1924 – 2007) и дъщеря, Луис Трейси (р. 1932 г.) Синът му Джон страда от глухота през живота си.
Той най-накрая постига известен успех чрез обединяване на силите със знатния мениджър на акциите Уилям Х. Райт през пролетта на 1924 г. Сценично партньорство е сключено с младата актриса Селена Ройл, която вече е утвърдила името си на Бродуей. Техните постановки се приемат благоприятно. Едно от тези предавания привлича вниманието на продуцент от Бродуей, който му предлага главната роля в нова пиеса. „Овчарят“ е с премиера през октомври 1925 г., но получава лоши отзиви и е затворен след пробното си представяне в Кънектикът. Трейси е принуден да се върне към Райт.
През есента на 1926 г. на Трейси е предложено за трети път представяне на Бродуей: роля в нова пиеса на Джордж М. Кохан, наречена „Жълто“. Той се заклева, че ако пиесата не успее да се превърне в хит, ще зареже актьорството и ще работи в обикновен бизнес. По време на репетиции Кохан заявява: „Трейси, ти си най-добрият проклет актьор, който съм виждал!“ „Жълто“ има премиера на 21 септември. Рецензиите са смесени, но се провеждат 135 представления. Това е началото на важно сътрудничество за Трейси: „Бих напуснал сцената завинаги“, коментира по-късно той, „ако не беше Джордж М. Кохан.“ Кохан пише част, специално за Трейси в следващата си пиеса „Малкият циклон“. Стартира на Бродуей през септември 1927 г. и е хит.
Трейси постига успех с друга пиеса на Кохан, „Шептящи приятели“, и през 1929 г. замества Кларк Гейбъл в драмата „Конфликт“. Следват и други роли, но именно водещата роля в „Страх“, написана от носителя на наградата „Пулицър“ Оуен Дейвис, дава на Трейси големи надежди за успех. Радва се на отличен прием, но на следващия ден - 29 октомври - нюйоркската фондова борса се срива. Не успява да получи финансиране и не се отваря на Бродуей. След това разочарование Трейси мисли да напусне театъра и да се върне в Милуоки за по-стабилен живот.
През януари 1930 г. към него се обръщат с нова пиеса, наречена „Последната миля“. Търсейки артист за главната роля на убиец със смъртна присъда, продуцентът Херман Шумлин се среща с Трейси. Премиерата на Бродуей е през февруари, където представянето на Трейси бе посрещнато с много овации, извиквайки го 14 пъти на бис. Описват го като един от най-добрите и многостранни млади актьори. Пиесата е хит и има 289 представления. През 1930 г., Джон Форд го кани за роля във „В затвора“ и го открива за киното.

### Фокс
През 1930 г. в Бродуей има сканирания за актьори, които да работят в новите звукови филми. Трейси се снима в два късометражни Витафон филма, но няма намерение да стане филмов актьор: „Нямах амбиции в тази насока и бях напълно щастлив на сцената“, обяснява по-късно той в интервю. Един човек, който го вижда в „Последната миля“, е режисьорът Джон Форд. Форд го иска за главната роля в следващата си постановка, филм за затвора. Продуцентската компания Фокс ФИлм Корпорейшън не е сигурна за Трейси, казвайки, че не е фотогеничен, но Форд ги убеждава, че е прав за ролята. „По реката нагоре“ (1930 г.) бележи филмовият дебют както на Спенсър Трейси, така и на Хъмфри Богарт. След като вижда снимките, Фокс веднага му предлага дългосрочен договор. Знаейки, че има нужда от парите за семейството си - малкият му син е глух и се възстановява от полиомиелит - той подписва с Фокс и се премества в Калифорния. Той се появява на сцената само още веднъж в живота си.
Студиото популяризира актьора, пускайки реклами за втория му филм „Бързи милиони“ (1931 г.) със заглавието „Нова звезда заблестява“ Три филма са направени бързо, като всички са неуспешни. Това са обикновено комедии и той играе мошеник. Поредицата от неуспехи е разбита със седмия му филм „Безредно поведение“ (1932 г.) и това е първият от неговите филми след „По реката нагоре“, който носи печалба.
В средата на 1932 г., след девет филма, Трейси остава почти непознат за обществеността. Той смята да напусне Фокс, след като договорът му е готов за подновяване, но покачването на седмичната му ставка до 1500 долара го убеждава да остане. Той продължава да се появява в непопулярни филми, като „Аз и моето момиче“ (1932 г.), който поставя рекорд за ниска посещаемост на всички времена за театъра „Рокси“ в Ню Йорк. Той е отпуснат на заем на Warner Bros. за „20 000 години в Синг СИнг“ (1932 г.), затворническа драма с участието на Бети Дейвис. Трейси се надява, че това ще му донесе успех, но въпреки добрите отзиви това не се осъществява.
Критиците започват да забелязват Трейси с „Властта и славата“ (1933 г.). Историята за възхода на човек към просперитет по сценарий на Престън Стърджис представя Трейси като железопътния магнат Том Гарнър. Филмът получава силни отзиви. Критиците пишат: „На този изпълнител най-накрая бе дадена възможност да покаже способностите си... [филмът] въвежда господин Спенсър Трейси като един от най-добрите изпълнители на екрана. На екрана не е давано по-убедително представяне от неговото като Том Гарнър.“ Въпреки това внимание, следващите два филма на Трейси до голяма степен остават незабелязани. Той се появява с Лорета Янг в „Замъкът на мъжа“ (1933 г.), който се очаква да бъде хит, но прави малка печалба. „Шоуто“ (1934 г.), за което той е даден под наем на Метро-Голдуин-Майер, се оказва популярен, но последвалите го продължават да са неуспешни.
Трейси пие много през годините си с Фокс и си спечелва репутацията на алкохолик. Той не успява да се появи за снимките на „Мари Галант“ през юни 1934 г. и е намерен в хотелската си стая, практически в безсъзнание, след двуседмично непрекъснато пиянство. Отстранен от Фокс, докато се възстановява в болница, срещу него е заведено дело за 125 000 долара за забавяне на продукцията. Той прави само още два филма със студиото.
Детайлите как приключва връзката на Трейси с Фокс са неясни: по-късно той заявява, че е уволнен заради пиянското си поведение, но записите на Fox не подкрепят подобна причина. Той все още е под договор със студиото, когато MGM изразява интерес към него. Те се нуждаят от нова мъжка звезда и се свързват с Трейси на 2 април 1935 г., предлагайки му седемгодишен договор, който той подписва.

### MGM

#### Нарастваща популярност
През 30-те години Metro-Goldwyn-Mayer е най-уважаваното студио за филмова продукция в Холивуд. Когато Спенсър Трейси пристигна там, той е почти непознат. Добре известен е обаче с това, че създава проблеми. Продуцентът Ървинг Талбърг все пак е ентусиазиран да работи с актьора, казвайки: „Спенсър Трейси ще стане една от най-ценените звезди на MGM.“
Студиото се отнася към Трейси с внимание, добре дошла промяна от неспособността и апатията, с които се отнасят към него по време на контракта с Фокс, което е като „изстрел на адреналин“ за актьора. Първият му филм по новия договор е набързо продуцираният „Убиецът“ (1935 г.), който включва дебютът в игрални филми на Джеймс Стюарт. Тогава Талберг започва стратегия за партньорство на Трейси с най-добрите актриси в студиото: „Кражбата на перлите“ (1935 г.) участва заедно с Мирна Лой и постига търговски успех. „Законът на силния“ (1936 г.) поставя Трейси срещу Джийн Харлоу. И двата филма обаче са проектирани и популяризирани, за да покажат водещите си дами, като по този начин продължават репутацията на Трейси като второстепенна звезда.
„Ярост“ (1936 г.) е първият филм, доказващ, че Трейси може да постигне успех по собствени заслуги. Режисиран от Фриц Ланг, Трейси играе ролята на мъж, който се кълне в отмъщение, след като едва избягва смърт чрез линчуване от страна на мафията. Филмът и представянето получават отлични отзиви. Донася 1,3 милиона долара печалба по целия свят.
„Ярост“ е последван един месец по-късно от филм за големи бедствия в „Сан Франциско“ (1936 г.). Трейси изиграва поддържаща роля заедно с Кларк Гейбъл във филма, позволявайки на зрителите да го видят с най-голямата мъжка звезда в Холивуд. Поемайки ролята на свещеник, Трейси, според съобщенията, изпитва сериозна отговорност при представянето на църквата. Въпреки че разполага само със 17 минути екранно време, Трейси получава висока оценка за представянето си и получава номинация за Оскар за най-добър актьор. „Сан Франциско“ става най-печелившият филм на 1936 г. Доналд Дешнер в книгата си за Трейси приписва на „Ярост“ и „Сан Франциско“ заслугата като казва, че тези два филма променят кариерата му и му придават статут на голяма звезда.
Към този момент Трейси влиза в период на самоналожена трезвеност и MGM изразява удовлетворение от професионализма на Трейси. Обществената му репутация продължава да нараства с „Освободена лейди“ (1936 г.), комедия, в която играе с Уилям Пауъл, Лой и Харлоу. „Освободена лейди“ е третият му хит за шест месеца.

#### Оскари
Спенсър Трейси се появява в четири филма през 1937 г. „Те му дадоха пистолет“ остава до голяма степен незабелязан, но „Смелите капитани“ става едно от най-големите филмови събития на годината. Той играе португалски рибар в приключенския филм, базиран на романа на Ръдиард Киплинг. Той се чувства неудобно да имитира чужд акцент и негодува, че косата му трябва да е къдрава, но ролята е хит сред публиката и Трейси спечели наградата Оскар за най-добър актьор. „Смелите капитани“ е последван от „Големият град“ с Луис Рейнър и „Манекен“ с Джоан Крофорд, последният от които има добри отзиви и печалби. В продължение на две години той създава хитови филми и получава признание в бранша, като по този начин става звезда в Съединените щати. Анкета от 1937 г. с 20 милиона души, за да открие „Краля и кралицата на Холивуд“, класира Трейси на шесто място сред мъжете. Трейси се снима отново с Гейбъл и Лой за „Тест пилот“ (1938 г.). Филмът е още един комерсиален успех и се приема добре от критиците, като трайно затвърдява представата за Гейбъл и Трейси като дуо в екип.
Въз основа на положителния отговор, който той получава в „Сан Франциско“, MGM отново взима Трейси за да играе свещеник в „Градът на момчетата“ (също 1938 г.). Изобразяването на Едуард Дж. Фланаган, католически свещеник и основател на Градът на момчетата, е роля, която Трейси приема много сериозно: „Толкова съм нетърпелив да свърша добра работа като отец Фланаган, че това ме притеснява, държи ме буден през нощта.“ Трейси получава много добри отзиви за представянето си и филмът събира 4 милиона долара в световен мащаб. За втора поредна година Трейси получава Оскар за най-добър актьор. Той е скромен относно признанието, казвайки в речта си: „Честно казано не чувствам, че мога да приема тази награда ... мога да я приема само така, като че ли е предназначена за един велик човек - отец Фланаган“. Въпреки че той запазва Оскара си, втора статуетка е направена и незабавно изпратена на Фланаган. Трейси заема петото почетно място по най-много спечелени пари за 1938 г.
Спенсър Трейси отсъства от екрана почти една година, преди да се върне в „Туентиът Сенчъри Студиос“ и да се появи като Хенри М. Стенли в „Стенли и Ливингстън“ (1939 г.) с Нанси Кели. През октомври същата година проучване на списание „Форчън“ да открие любимия актьор на нацията, го поставя на първо място.

#### Звезда
MGM се възползва от популярността на Трейси и прави с него четири филма през 1940 г. „Взимам тази жена“ с Хеди Ламар се оказва провал, критиката не го харесва и е комерсиален провал, но историческата драма „Северозападният проход“ - първият филм на Трейси в Текниколър - се оказва популярна. След това изобразява Томас Едисон в „Едисон, мъжът“, Хауърд Барнс от Ню Йорк херълд Трибюн не е очарован от историята, но пише, че Трейси, „чрез убедителната си актьорската игра, прави филма достоен“. „Разцъфтяващ град“ е третият и последен филм на Гейбъл-Трейси, с участието на Клодет Колбер и Хеди Ламар, което го прави един от най-очакваните филми за годината и събира най-голяма аудитория след „Отнесени от вихъра“.
Трейси подписва нов договор с MGM през април 1941 г., който плаща 5000 долара на седмица и го ограничава до три снимки годишно (преди това Трейси е изразил нужда да намали натоварването си). В договора също се посочва за първи път, че данъците му трябва да бъдат „на звезда“. Противно на общоприетото схващане, договорът не включва клауза, че той получава най-високият данък, но от този момент нататък всеки филм, в който Трейси се появява, включва неговото име на централно място.
Той се завръща към ролята на отец Фланаган през 1941 г. Последва единственото му начинание в жанра на ужасите с участието на Ингрид Бергман и Лана Търнър. Трейси е недоволен от филма, не харесва тежкия грим. Отговорът на критиката е смесен. Филмът обаче е успешен във финансово отношение, с повече от 2 милиона долара в бокс офиса. През 1942 г. той става достъпен за новия филм на Катрин Хепбърн, „Жена на годината“ (1942. г). Хепбърн се възхищава на Трейси, наричайки го „най-добрият филмов актьор, който имаме“. Тя го иска за „Филаделфийска история“ (1940 г.) и е възхитена, че е на разположение за „Жена на годината“, казвайки: „Бях просто дяволски благодарна, че иска да работи с мен.“ Романтичната комедия се представя добре в касите и получава силни отзиви.
„Жена на годината“ е последван от адаптация на „Тортила Флет“ (също 1942 г.) на Джон Стайнбек, който срещна хладнокръвен отговор. MGM не се поколебава да повтори обединяването на Трейси и Хепбърн и да ги сложи заедно в тъмната мистерия „Пазителят на огъня“ (1942 г.). Въпреки слабото приемане на критиката, филмът надминава по печалби предшественика си, потвърждавайки силата на партньорството.
Следващите три изяви на Трейси са базирани на войната. „Мъж на име Джо“ (1943 г.) с Айрин Дън се превръща в най-касовият му филм. „Седмият кръст“ (1944 г.) е за бягството от нацистки концентрационен лагер и среща критично признание. Следва го авиационният филм „Тридесет секунди над Токио“ (1944). Трейси става най-голямата звезда с най-много спечелени пари на MGM през 1944 г. Единственият му филм следващата година е „Без любов“ (1945 г.), третият филм с Хепбърн, който се представя добре в бокс офиса въпреки приглушения ентусиазъм от критиците.

### Болест и смърт
Умира 17 дни, след като заснема последния си филм „Познай кой ще дойде на вечеря“ (1967).

## Личен Живот

### Връзка с Картин Хепбърн
Има дългогодишна връзка с Катрин Хепбърн, която продължава до неговата смърт. Те не я дискутират публично и техните отношения са сложни, защото Трейси продължава да бъде женен. В последните години от живота си Спенсър Трейси страда от диабет, емфизем, алкохолизъм и прекарва инфаркт.

## Избрана филмография
| Година | Филм                          | Оригинално заглавие             | Роля                                  | Режисьор              | Бележки                                                                                        |
| ------ | ----------------------------- | ------------------------------- | ------------------------------------- | --------------------- | ---------------------------------------------------------------------------------------------- |
| 1930   | В затвора                     | Up the River                    | Сейнт Луис                            | Джон Форд             |                                                                                                |
| 1932   | 20000 години в Синг Синг      | 20 000 Years in Sing Sing       | Томи Конърс                           | Майкъл Къртис         |                                                                                                |
| 1936   | Ярост                         | Fury                            | Джозеф Уилсън                         | Фриц Ланг             |                                                                                                |
| 1936   | Сан Франциско                 | San Francisco                   | отец Мълин                            | У.С. Ван Дайк         | номинация за „Оскар“                                                                           |
| 1937   | Храбрите капитани             | Captains Courageous             | Манюъл Фидело                         | Виктор Флеминг        | награда „Оскар“                                                                                |
| 1938   | Градът на момчетата           | Boys Town                       | отец Едуард Фланагън                  | Норман Таурог         | награда „Оскар“                                                                                |
| 1941   | Доктор Джекил и господин Хайд | Dr. Jekyll and Mr. Hyde         | д-р Хенри Джекил/г-н Хайд             | Виктор Флеминг        |                                                                                                |
| 1942   | Жена на годината              | Woman of the Year               | Сам Крейг                             | Джордж Стивънс        |                                                                                                |
| 1942   | Тортила Флет                  | Tortilla Flat                   | Пейлън                                | Виктор Флеминг        |                                                                                                |
| 1944   | Тридесет секунди над Токио    | Thirty Seconds Over Tokyo       | Лейтенант полковник Джеймс Х. Дулитъл | Мървин Лерой          |                                                                                                |
| 1949   | Адамово ребро                 | Adam's Rib                      | Адам Бонър                            | Джордж Кюкор          |                                                                                                |
| 1950   | Бащата на булката             | Father of the Bride             | Стенли Т. Банкс                       | Винсънт Минели        | номинация за „Оскар“; номинация за „Златен глобус“                                             |
| 1953   | Актрисата                     | The Actress                     | Клинтън Джоунс                        | Джордж Кюкор          | награда „Златен глобус“; номинация за БАФТА                                                    |
| 1954   | Счупено копие                 | Broken Lance                    | Мат Девъроу                           | Едуард Дмитрик        |                                                                                                |
| 1955   | Лош ден в Блек Рок            | Bad Day at Black Rock           | Джон Джей Макрийди                    | Джон Стърджис         | награда на фестива в Кан; номинация за „Оскар“                                                 |
| 1956   | Планината                     | The Mountain                    | Закари Телър                          | Едуард Дмитрик        | номинация за БАФТА                                                                             |
| 1958   | Старецът и морето             | The Old Man and the Sea         | Старецът/Разказвачът                  | Джон Стърджис         | номинация за „Оскар“; номинация за „Златен глобус“                                             |
| 1960   | Да наследиш вятъра            | Inherit the Wind                | Хенри Дръмънд                         | Стенли Крамър         | номинация за „Оскар“; номинация за „Златен глобус“; номинация за БАФТА                         |
| 1961   | Дяволът в 4 часа              | The Devil at 4 O'Clock          | отец Матю Дунън                       | Мървин Лерой          |                                                                                                |
| 1961   | Нюрнбергският процес          | Judgment at Nuremberg           | главен съдия Дан Хейууд               | Стенли Крамър         | номинация за „Оскар“; награда „Давид ди Донатело“                                              |
| 1962   | Как беше завладян Запада      | How the West Was Won            | Разказвач                             | Хатауей, Форд, Маршал | глас                                                                                           |
| 1963   | Този луд, луд, луд, луд свят  | It's a Mad, Mad, Mad, Mad World | капитан Ти Джей Кълпепър              | Стенли Крамър         | екип                                                                                           |
| 1967   | Познай кой ще дойде на вечеря | Guess Who's Coming to Dinner    | Мат Дрейтън                           | Стенли Крамър         | награда БАФТА; награда „Давид ди Донатело“; номинация за „Оскар“; номинация за „Златен глобус“ |